# Гостиница «Якорь»
Гостиница «Якорь» — ростовский памятник архитектуры. Расположен в Ленинском районе города на улице Береговой. Сегодня здание функционирует как бизнес-центр. 

## История
Комплекс зданий речного вокзала построен по проекту известного московского архитектора Владимира Кубасова, ростовского архитектора Ю. Алексеева и инженеров Н. Соколова и И. Мурованного в 1977 году, включающего в себя помимо гостиницы здания пассажирского терминала и причальную стенку с пристанями, протянувшуюся почти на километр от Ворошиловского моста до Халтуринского переулка. В композиционно-стилистическом решении объекта культурного наследия использованы приёмы, характерные для советского архитектурного модернизма – одного из трёх основных направлений архитектуры СССР наряду с авангардом и сталинской архитектурой.
Силуэт пассажирского терминала динамично сочетает большие плоскости из стекла и бетона, сквозные галереи и переходные пандусы-трапы. Вытянутое по горизонтали здание образно перекликается с конфигурацией пассажирских теплоходов. Это мировосприятие усиливается тем, что одиннадцатиэтажная гостиница, входящая в комплекс речного вокзала, по замыслу авторов, должна напоминать капитанский мостик. Висящие на гигантских кронштейнах блоки по девять гостиничных номеров с трапециевидными боковыми стенами-пилонами создают впечатление лёгкости и динамичности.
С 2023 года зданию присвоен статус объекта культурного наследия России регионального значения.